# 戦闘妖精・雪風
『戦闘妖精・雪風』（せんとうようせい ゆきかぜ）は、神林長平によるSF小説。これを原作としてラジオドラマ、OVA、漫画化もされた。
『SFマガジン』誌上に1979年から1983年にかけて掲載された連作短編で、1984年に『戦闘妖精・雪風』の題名で文庫にまとめられた。
1992年より『SFマガジン』誌上で断続的に第2部となる続編が連載され、1999年にハードカバーの単行本『グッドラック―戦闘妖精・雪風』としてまとめられた。また『グッドラック』に合わせた改訂版として2002年『戦闘妖精・雪風〈改〉』（ハヤカワ文庫）が発表された。
第3部は『SFマガジン』2006年4月号から不定期に掲載され、2009年7月『アンブロークンアロー 戦闘妖精・雪風』として発売された。
第4部は『SFマガジン』2020年2月号より掲載が開始され、2022年4月に『アグレッサーズ 戦闘妖精・雪風』として発売された。
短編「スーパー・フェニックス」（『戦闘妖精・雪風』に所収）が第15回（1984年）星雲賞、『戦闘妖精・雪風』は第16回（1985年）星雲賞、『グッドラック―戦闘妖精・雪風』は第31回（2000年）星雲賞を受賞した。
2013年4月16日、米ワーナー・ブラザースにより実写映画化権取得とのニュースが流れた。主演はトム・クルーズ。プロデューサーはトム・ラサリー、アーウィン・ストフ。後者は日本のアニメ『カウボーイビバップ』の実写化権をキアヌ・リーブスとともに所有している。

## ストーリー
「戦闘妖精・雪風」・「戦闘妖精雪風〈改〉」
南極に出現した超空間通路から飛来する謎の異星体「ジャム」の侵攻を受けた人類は、その先鋒を撃退し、逆に超空間通路の向こう側に侵攻する。人類はそこに存在した惑星フェアリィに橋頭堡となる軍事基地群を築き、それらを拠点にジャムと戦うフェアリィ空軍 (FAF) を設立してジャムの侵攻を食い止めていた。設立初期には選び抜かれた精鋭によって構成されていたFAFだったが、開戦から既に30年が経ち、長引く消耗戦にエリートの損失を嫌った各国は、やがて犯罪者や精神疾患者といった社会的不適合者のなかから才能を持つものに訓練を施し、FAFに送り込むようになる。
そのFAFの主要基地の一つで、全軍の中枢が置かれている「フェアリィ基地」に属する戦術戦闘航空団特殊戦第五飛行戦隊、通称「ブーメラン戦隊」は、社会不適合者のなかでも「他者に関心を持たない」という心理傾向がある人間ばかりを集め、高性能な戦術戦闘電子偵察機「スーパーシルフ」を擁する対ジャム戦における戦術電子偵察部隊であり、たとえ目前の味方を見捨ててでも敵の情報を持ち帰ることだけを要求される特殊部隊だった。
きわめて高度な中枢制御体を搭載し、完全自律制御による高度な戦術判断や戦闘機動を可能とするスーパーシルフ。その3番機 (B-503)、パーソナルネーム「雪風」のパイロット、深井零は、雪風をみずからの半身と偏愛し、雪風以外のあらゆるものを「関係ない」と切り捨てるまでに雪風がすべてと信じていた。一方、特殊戦の前線指揮官で零の唯一の友人でもあるジェイムズ・ブッカーは、ジャムの戦術やそれに対する雪風の振る舞いを疑問視し、「この戦いに、人間は必要なのか?」との疑念を抱く。
ある日、零と雪風はジャムが作り出した人間のコピー「ジャミーズ」によって囚われの身となり、辛くも脱出するが、帰還途中にジャムの攻撃を受け不時着する。ジャムに雪風の機体と情報を渡さないために自爆を決意する零だったが、雪風は零の操作を拒絶。彼を射出座席で射出し、雪風捜索のため出撃していた新型機「メイヴ」に自己を転送した後、自らの手でスーパーシルフを破壊した。
「グッドラック 戦闘妖精・雪風」
零は重傷を負いながらも一命をとりとめ帰還したが、身体は完治しながらも意識が戻らない状態に陥っていた。一方、新しい身体であるメイヴとなった雪風は無人機として運用されていたが、フェアリィ空軍の前線基地を突如攻撃し、そこにジャムがいると報告してきた。また、ジャムを正式に感知するために零の存在が必要だという要求も行うなど、異常な行動を示すようになっていた。
ブッカーは意識のない零を雪風に乗せて飛ばすという荒療治を経て回復させた後、特殊戦に新しく配属された軍医のエディス・フォスの診察や、一時的に退役させ地球で休暇をとらせるなどの処置を行う。これらの計らいで心身を回復させた零は、雪風やFAFのコンピュータ群と自分との関係をより深く知ろうとする他、新しいフライトオフィサとして配属された桂城彰少尉との対話を通して、これまでほとんど意識してこなかった他人との関係にも意識を向けるようになる。
そんな中で、雪風は「ジャムが人間のコピーを作り出してFAFに潜入させている」という調査報告を行い、さらにFAF情報軍トップのアンセル・ロンバート大佐がジャムに寝返ったという事実が明らかになる。それと時を同じくして、ジャム側はFAFへの総攻撃を開始する。
「アンブロークン・アロー 戦闘妖精・雪風」
前作「グッドラック」と同時期に、地球の著名なジャーナリストであるリン・ジャクスンは、ロンバートからの「我はジャムの代表として人類に宣戦布告する」という手紙を受け取る。
一方、ジャムの総攻撃を受けていたFAFは、新種のジャムである「タイプ7」の存在を確認する。FAFはタイプ7の捕獲を試み、雪風の通信に応じたタイプ7は基地に着陸するような素振りを見せるが、その次の瞬間に雪風に体当りするような行動を取る。それ以降、フェアリィ基地のすべての人間やコンピュータは、ジャムが作り出した不可知の空間に巻き込まれ、行動や時系列の記憶があやふやになるという特異な現象に巻き込まれることになる。零と雪風はこの状態を脱するために、コンピュータに感知できないものを人間の感覚で確認し、逆に人間が確認できないものを雪風が確認するという手段で脱し、ロンバートが試作機を奪って地球へ侵入しようとしていることを掴む。ロンバートを撃墜するため、零は雪風とともに超空間通路を抜け、地球に向けて出撃する。
「アグレッサーズ 戦闘妖精・雪風」
地球から帰還しフェアリィ基地に着陸した零は、基地が無人状態であることに違和感を覚える。ジャムによる意識操作がまだ続いていると疑った零は、彰とともに中枢コンピュータに向かい、これらとの対話でジャムの意識操作を脱し、正常な世界への帰還を果たす。
これまでの現象から、FAFは「ジャムはフェアリィ星から地球へ既に侵入している」という結論に至り、地球の各国軍に対して対ジャム戦を教導するアグレッサー部隊の設立を決定。その第一歩として、日本空軍およびオーストラリア空軍との合同訓練を行う運びとなる。
日本空軍からFAFへの出向を命令された田村伊歩大尉は、アグレッサー役となる雪風との交戦中に、ロンバートからの「ジャムの仲間になれ」という誘いを受け、不可知戦域へ引きずり込まれそうになるが、雪風の助けを得て事なきを得る。また、訓練中に「地球機がジャムになる」という現象も確認され、FAFはジャムが新しい戦術に打って出たと確信する。

## 登場人物
深井零（ふかい れい）
FAF少尉。のちに中尉、大尉に昇進する。日本国出身。特殊戦3番機「雪風」パイロット。乗機である雪風、および友人のブッカー以外の何者も信頼せず心を閉ざしていたが、雪風やジャムとの関わりを通じて変化していく。
主人公格のキャラクターながら謎が多く、排他的人格者になった理由や、最新版文庫本ではFAFに来た理由も明らかになっていない。初出時は「非効率な機械は嫌いだという理由で博物館のSLを爆破した」、改定前文庫本にまとめられた際は「仕事のストレスで職場に放火した」という扱い。コミック版では窃盗団の運転手をした犯罪歴が描かれており、スピンオフ的短編小説では、学齢期に自分用のネットワークコンピュータを外部から利用されるのを嫌って、結果的に独自アーキテクチャのマシンを組み上げ、CPU処理時間の外部開放義務を忌避した罪に問われたことが描写されている。
ジェイムズ・ブッカー
FAF少佐。特殊戦の戦隊指揮官。イギリス出身。零の唯一の友人。日本人である零以上の日本通で、特殊戦三番機への「雪風」の命名と漢字のペイントも彼の手によるもの。元ロイヤルマリーン所属のパイロットで電子工学のスペシャリストでもあり、人間とジャム、そして雪風をはじめとするFAFの戦闘機械群との関係に疑念を抱いている。ブーメラン製作が趣味。イギリス軍所属のころ、殺したくなるほど憎みながらも同棲していた女性がブッカーの仕業に見せかけて何者かに殺された際、軍法会議であえていっさい抗弁せず有罪となり、FAFに送られた。無神論者であり、その様は「哲学を崇拝している」とたとえられるが、ジャムの総攻撃のなかではたびたび神や信仰について語る。
リディア・クーリィ
FAF准将。アメリカ合衆国出身。FAF入隊はみずからの意思によるもの。肩書きこそ特殊戦副司令であるが、事実上特殊戦の司令官を担っている。改訂版以後、特殊戦を軍団レベルの地位と実力に押し上げた人物との描写が増えている。
エディス・フォス
FAF大尉。アメリカ合衆国出身。特殊戦所属の軍医。みずからの研究テーマ「実戦下における『排他的傾向者』の精神構造」を追求するために、志願してフェアリィ星にやってきた。当初は特殊戦のあり方に理解が及ばなかったが、特殊戦やジャムとのかかわりを通じて変化し、ジャムに対するプロファイリングを担当するようになる。クーリィ准将とは遠縁にあたり、OVA版では「エディス」「叔母様」と呼びあう。
リチャード・バーガディシュ
FAF少尉。戦死したノーマン・ヒューズ少尉の後任として雪風のフライトオフィサに配属された。任務にしか興味のない零以上に冷淡な人物。
リン・ジャクスン
世界的ジャーナリスト。アメリカ合衆国出身。ジャムの脅威を記した著書「ジ・インベーダー」で一躍有名になるが、多くの人はその内容をフィクションであるかのように受け止めている。現在もジャムの脅威を世界に訴え続けている。ブッカーや零とも関わりを持つ。
カール・グノー
FAF大佐。システム軍団所属。無人戦闘機「フリップナイト・システム」の開発者。撃墜されれば人的損害が発生し、しかも人間のために性能を落とさざるを得ない有人機を時代遅れと断じ、「この戦いには人間が必要」と主張するブッカーや、雪風のパイロットであり続けようとする零と対立する。
アンディ・ランダー
アメリカ出身のフリーコラムニスト。軍事評論家、ロビイスト、作家でもあり、右翼的な記事を書くことで知られる。FAFの体制や実態に疑問を持ってフェアリィ基地を取材に訪れる。
トマホーク（トム）・ジョン
FAF大尉。電子工学の専門家でネイティブアメリカン。本来の名前は部族独特の発音でしか呼ぶことができないため、英語の発音でもっとも近い「トマホーク」やトム・ジョンと呼ばれている。先天性の心臓病を克服するためにプルトニウムで駆動する人工心臓を移植されており、そのことで「自分は機械なのではないか」というコンプレックスを持っている。コミック版では心臓のほか、脚を機械化している描写がある。
ヒュー・オドンネル
FAF大尉。新型戦闘機ファーンIIのテストパイロットを務める。もともとはアメリカ軍の戦闘機パイロットであり、志願してFAFにやって来た。婚約者のエイヴァ・エメリー中尉を秘書のように伴って行動している。
天田守（あまだ まもる）
FAF少尉。除雪師団所属。地球で犯罪を繰り返してフェアリイに送られた。パイロット適性検査に不合格になり、他に有用な能力もなく将来を悲観し、酒に溺れている。最高位の武勲賞であるマース武勲章を身に覚えの無いまま受章することになり、仲間から孤立、疑心暗鬼に陥っていくなかでブッカーと出会う。OVA版には登場しない。
矢頭元（やがしら はじめ）
FAF少尉。死亡した13番機のパイロット、ジョージ・サミア大尉の後任としてTAB-15所属の第505飛行隊より特殊戦に引き抜かれてきた。第505飛行隊の中ではエースとして活躍していたが、対人コミュケーション能力に問題があり、本人も人知れず悩んでいた。OVA版には登場しない。
桂城彰（かつらぎ あきら）
FAF少尉。バーガディシュの後任として情報軍から送り込まれてきた。かつての零と同じ性格傾向を持っていたが、彼もまたジャムとの接触により大きく変わることになる。OVA版には登場しない。
アンセル・ロンバート
FAF大佐。イギリス出身。FAF情報軍の代表者であり、桂城彰少尉を特殊戦に派遣した人物。生まれたときから脳に微小な傷を持っており、その影響からか思考傾向が常人とかけ離れた方向に偏りがちであり、他人と同じことをするのを嫌う。情報戦の見地から、ジャムに対する独自の戦略を練ろうとしていたが、あるときを境にひとりで独自の行動を開始する。
ヒロシ・ヤザワ
前線基地であるTAB-14所属のFAF少佐。ジャムが生み出したコピー人間で、墜落した零とバーガディシュを捕らえ、雪風のセキュリティ解除コードを聞きだそうとする。小説版では、その後ジャムと雪風との会見の場にてスーパーシルフのコピーに搭乗し、ふたたび零の前に現れる。
マーニィ
TAB-14所属の看護婦で、ヤザワと同じくジャムの作ったコピー人間。
ギャビン・メイル
FAF中尉、のちに大尉。前線基地TAB-15所属の第505飛行隊隊長。ジャムの迎撃に出撃した際、乗機のエンジントラブルによって窮地に陥る。この時、雪風から援護を受けるが、直後、TAB-15基地にジャムの存在を感知し機銃掃射を行う雪風を目撃する。のちに機体を捨てて脱出し救助されるが、救助される前後の記憶がほとんどない。帰還後しばらくして再教育部隊への転属を命じられるが、そこでジャムの秘密の一片に触れることになる。
ジョナサン・ランコム
FAF少尉。メイルの部下であったが、TAB-15にジャムが存在すると認識した雪風の攻撃で死亡。のちにコピーとしてジャム人間になって蘇り、再教育部隊に転属したメイル中尉と再会するが、生前と変わらずメイルを慕っている。
丸子璃梨華（まりこ りりか）
日本海軍情報部所属の女性中尉。地球における対ジャム戦のアグレッサー部隊設立に伴い、日本海軍の代表としてフェアリィ星を訪れる。
田村伊歩（たむら いふ）
日本空軍・先進戦術開発軍団所属の女性大尉。戦闘機パイロットとしてアグレッサー役を務めている。零をはじめとする特殊戦のパイロットたちと同じように人間味が無く、合理性を重んじる性格と、幼い頃から自覚していた「暴力に憧れを抱く」という気性から、日本空軍のトップエースでありながら「人間の形をした爆弾」というあだ名で恐れられている。
訓練空域に無断侵入してきた米軍機に対し、共に飛行していた訓練生に警告射撃を行うよう命じたが従わなかったため、その訓練生の戦闘機に実弾での警告射撃を行ったことで、懲罰としてFAFへの出向を命じられ、対ジャム戦を学ぶために愛機・F-4「飛燕」とともにフェアリィ星を訪れる。

## ジャム
南極に生じた「超空間通路」と呼ばれる霧の柱で地球と繋げられた惑星「フェアリィ」から侵攻してきた正体不明の存在。謎の飛行物体を目撃した者の「そりゃもぅ、えらく混乱（ジャム）しちまって…」という言葉から、「ジャム」という呼び名が定着した。
ジャムと人間とは知覚手段や概念がまったくと言っていいほど異なり、人間はジャムを、ジャムは人間を、互いにどのような存在なのか感知することが非常に難しいとされている。
ジャムから零や戦闘知性体に対して会話を試みるシーンは、ジャムの作ったコピー人間を含め何度か描写されるが、ジャム自身と直接対峙してさえ、その形や性質はおろか、生物か無生物かすら判明していない。しかし、ジャムからは人間の性質は幾分理解されているようで、無線中継で人語による会話を試みる・人間によく似た「ジャミーズ」を作成して情報収集端末とするなど、人間のレベルに合わせた行動が見られる。また、特定状況下にある人間やごくごく一部の人間にはジャムの想念を一瞬だけ感じ取れることがあり、作中では零やロンバートが自身の頭の中にだけ聞こえる「声」を感じ取る。
『グッドラック』で零に対してジャムが会話を試みるシーンでは、零から発せられた「おまえはだれだ」という問いに対し即答できず、若干の間をおいて、人間の概念でジャムと呼ぶものの総体である、と答える。このときジャムは、いくつかの可能性を例示されたうえで何者かと問われるが、それらの概念でみずからを説明することはできないとしたうえで「われは、われである」と答える。
ジャムの実態として、現時点で刊行されている小説中では「ある種の言語コードそのもの」「情報を食う存在」と表現されており、OVAでは惑星フェアリィそのものがジャムであるという可能性が示されている。

## 登場兵器
スペックはOVA版、外部リンクはOVA版公式サイトのもの。

### フェアリィ空軍
FA-1 ファーン
フェアリィ空軍の主力戦術戦闘機。綴りには「Fern」と「Fand」の二種類がある。単発単座で、エンジンノズルは三次元スラストベクタリング。下反角が与えられた前進翼を持ち、水平尾翼及び機首下面のカナードと合わせて「3サーフィス」の翼配置を構成している。主翼には下反角が与えられているため、横方向の機動性が高い。また、ジャムの地上補給基地を自動で捕捉して攻撃する対地戦闘攻撃システムを備えている。
ジャム戦争勃発時には地球で実用評価中であり、フェアリィ星への侵攻にあわせて優先的にフェアリィ空軍に配備された。当時の水準では非常に機動性に優れた戦闘機であり、実戦投入直後はジャムに対する優位を有していたが、ジャム側の性能向上によって優位を失い、戦闘爆撃機や対地攻撃機として運用されることが増えている。しかし、新たな主力機のFFR-31 シルフィードが高価であることから、前線の部隊によってはいまだに制空戦闘機として運用されているケースもある。単座のA/B型と複座の練習機C/D型が存在するほか、C型の一部を改修した、FA-1C（SEAD）という対レーダー攻撃/対空火器制圧用の機体（通称：フェアリィ・ウィーズル）が存在する。
スペック
- 全長：16.45m
- 全幅：11.56m
- 全高：4.83m
- 自重：11,876kg
- 基準離陸重量：16,662kg
- 最大離陸重量：24,669kg
- エンジン：FNX-5010-Kターボファン×1基（最大推力8,221kg（地球大気内・ミリタリー推力）、12,877kg（地球大気内・アフターバーナ使用時））
- 最大速度：マッハ2.1
- 巡航速度：マッハ0.8
- 限界高度：17,700m
- 武装：
  - 20mmガトリング砲×1
  - 翼下ハードポイント×4
  - 胴体下ハードポイント×3
    - AAM、ASM、精密誘導爆弾など最大5,800kgを搭載可能

FA-2 ファーンII（ファーン・ザ・セカンド）
FA-1の後継機として開発された新型戦術戦闘機。単発単座。エンジン出力はシルフィードの60%ほどだが、自重は60%を超えない。また、前進翼などの先進的な空力設計により、スーパーシルフよりも優れた機動性を発揮することができる。自動操縦による無人化も考慮されており、限界性能を発揮した場合、パイロットが耐えられないほどの重力加速度を発生させるため、テストフライトを担当したヒュー・オドンネル大尉は、戦闘に巻き込まれた際に作動した自動操縦による高機動に耐えられずに死亡している。
OVA版では、元々高機動無人戦闘機の概念研究を目的とした技術実証機だったが、運用柔軟性の不足やソフトウェア開発の難航などの問題が発覚したため、暫定的に操縦システムのみのテストを行うことを目的として制作された有人研究機とされている。機体形状は後退翼と前進翼を組み合わせた一種のW型翼で、エンジン及び操縦席部分が翼面部分の上にアームを介して乗せられた形状になっており、それぞれが独立して動くことで高い機動性を発揮する。もっとも劇中では開発当初の想定通り、無人戦闘機として運用されることも多い（無人化に伴う機体への改修は行われていない）。
スペック
- 全長：15.16m
- 全幅：12.60m
- 全高：4.76m
- 自重：11,022kg
- 基準離陸重量：16,112kg
- 最大離陸重量：不明
- エンジン：FNX-5010-K フィーニクスMk.XIFターボファン（推力10,220kg（地球大気内。ミリタリーパワー）、14,780kg（アフターバーナ使用時））×1
- 最大速度：マッハ1.8
- 巡航速度：マッハ0.9
- 限界高度：20,880m
- 武装：
  - 20mmガトリング砲×1
  - 主翼〜胴体下ハードポイント×5
    - AAM、ASM、精密誘導爆弾など最大6,400kgを搭載可能

FFR-31 シルフィード
フェアリィ空軍の主力制空戦闘機で、FAF初の独自開発機。綴りは「Sylphide」。双発機で、原作では複座、OVA版では単座となっている。翼型はクリップトデルタの主翼と上反角のついたカナード、外反角のついた双垂直尾翼と水平尾翼で、エンジンノズルは3枚のベーンによる可変ベクタリング方式を採用している。スーパーシルフとの区別のため、「ノーマルシルフ」と呼ばれることもある。
それまでの主力機であったFA-1に代わる主力機として設計された。開発当初の設計案は長射程AAMを有する長距離迎撃機であったが、開発中に格闘戦能力を持たせるという要求が高まり、超音速巡航と高機動を両立できる機体として完成した。しかし従来の機体に比べ生産コストがはるかに高額となり、配備数は少ない。
OVA版ではステルス性を重視した形状となっている。大きく分けてブロック0 - 10と、コスト面から部品構成を見直したダウングレード版のブロック20以降に二分されている。性能面での違いはないとされているが、実際には素材の違いによる機体剛性やソフトウェアの簡略化などからわずかな性能差があるらしく、パイロットの間ではブロック10までが本物だという意味を込めて「オリジナル・シルフィード」と区別されることもある。
また、「アンブロークン・アロー」では、雪風と同じフェニックスMk.XIを搭載したシステム軍団所属のエンジン性能評価用機、TS-1も登場する。
スペック
- 全長：18.50m
- 全幅：13.77m
- 全高：5.01m
- 自重：不明
- 基準離陸重量：35,660kg
- 最大離陸重量：不明
- エンジン：FNX-5010-H/J フィーニクスMk.Xターボファン（推力9,677kg（地球大気内・ミリタリー推力）、12,664kg（地球大気内・アフターバーナ使用時））×2
- 最大速度：マッハ2.7
- 巡航速度：マッハ1.4
- 限界高度：18,800m
- 武装：20mmガトリング砲×1
  - 胴体内ウェポンベイ×7
  - 左右エンジンポッド外側ハードポイント×2
    - AAM、ドロップタンクなどを搭載可能

FFR-31MR(FRX-47) スーパーシルフ
機体強度に優れるオリジナルシルフのうち26機（当初は87機だったが削減）を、双発複座の戦術電子戦闘偵察機として改修したもの。より高度な電子頭脳の搭載や索敵機能の高度化、超音速巡航に適したエンジンの搭載といった改修が行われ、「まったくの別物」と表現されている。作中では13機が特殊戦第5飛行隊に、その他は航空宇宙防衛軍団・防衛偵察航空団やシステム軍団・飛行試験センターに配備されている。
OVAでは開発予算獲得のためにシルフィードの派生機として登録されたまったくの新規開発機であり、外観も異なる。作中では下記のD型を含めて13機が特殊戦第5飛行隊に配備されている。また、バリエーションとしてD型の他、長距離迎撃戦闘機型のA型や、アビオニクスを改良したB型、エンジンをさらに強化したC型が計画されたが、D型を除きいずれも既存機の改良案に取り込まれる形で計画中止となっている。
FFR-31MR/D スーパーシルフ
FFR-31MRの空力特性や操縦面を改善したもの。D型のほとんどはラムジェット・ブースターを装着した超高速戦略偵察機として防衛偵察航空団に配備されたが、数機がラムジェット・ブースターを装着せずに完成した。「雪風」のパーソナルネームで特殊戦第5飛行隊に3番機 (B-503) として配備されている機体は、ラムジェット・ブースターなしで完成したうちの1機。機体制御は高度に自動化されており、パイロットの安全より任務遂行や機体の保護を優先してパイロットから操縦権限を奪う例もある。
FRX-99 レイフ
FFR-31MRの後継機として開発された、双発の無人戦術偵察機。綴りは「Rafe」。搭乗者への負担を考慮しないことで、従来の機体を大幅に上回る機動性を発揮する。
FRX-00の原型となった機体であり、レイフのみで編成された新特殊戦の設立計画もあった。名前の由来は「知恵の狼」。小説版では一機が特殊戦に13番機として配備されており、OVA版では、この機体に雪風のセントラルコンピュータがみずからのプログラムを転送するほか、雪風がプログラムを転送した機体以外にも、システム軍団のTS-X1という機体が登場する。
小説版では、ステルス性を意識した形状を持つ。翼型は胴体に滑らかに繋がる、前縁フラットのないシンプルなクリップドデルタで、ストレーキ部分を持つ。尾翼は二組存在し、最適な位置を自動選択するため、垂直、水平双方を兼ね備えていると言える。また、機首に前進角のついたカナードを有する。エアインテークを機体上下左右に計4基持ち、二次元推力偏向ノズルを持つ。
OVA版では、主翼は折り畳み可能な軽い上反角のついた前進翼で、最高速度で飛行する際は裏返って後退翼となり、着陸時には垂直に立ててエアブレーキとして使用する。垂直尾翼は存在せず、機首には後退角のついたカナードを装備。有人機においてコクピットが存在する部位には、セントラルコンピューターユニットのセンサー類が存在する。エアインテークは胴体下部および上部左右の計3基。エンジンノズルはベクタードノズル。
OVA版では、FRX-00（雪風）に改修された1機、システム軍団所属機で2話において雪風と異機種間訓練を行ったTS-X1、後述のフリップナイト・システム搭載機（ハンマーヘッド）に改修された3機の少なくとも5機が生産されている。2機の異機種間訓練では、ダミーの AAM-VII 2機を搭載して実施され、TS-X1 が圧勝した。
スペック
- 全長：18.0m
- 全幅：14.52m
- 全高：6.28m
- ヌード重量：11,860kg
- 基準離陸重量：不明
- 最大離陸重量：34,220kg
- エンジン：FNX-5011-D-20 フィーニクスMk.XIターボファン（10,220kg（ミリタリー推力時）、14,930kg（アフターバーナー使用時））
- 最高速度：マッハ3.3
- 巡航速度：マッハ1.75
- 限界高度：24,800m
- 武装：
  - 20mmガトリング砲×1
  - 主翼上ハードポイント×2
  - 主翼下ハードポイント×2
  - 胴体下ハードポイント×6
    - 短距離空対空ミサイルAAM-III、中距離空対空ミサイルAAM-V、長距離空対空ミサイルAAM-VII、レーザー機関砲ポッドを搭載可能

- その他、各種可視光・赤外線カメラ、赤外線ラインスキャン、コンフォーマル・マルチバンドESMセンサー等の各種偵察装備を装備可能

FRX-00 (FFR-41/FFR-41MR)メイヴ
FRX-99と同時に試験的に開発された有人戦術偵察機。双発複座。原作とOVA版ではメイヴの開発経緯が若干異なる。
小説ではスーパーシルフ雪風が本機にプログラムを転送したため以後は特殊戦1番機 (B-501) として運用されることになり、同時にパーソナルネーム「雪風」を引き継いで、パイロットも零が担当する。
OVA版では同時開発されず、特殊戦に配備された 雪風のAIが転送されたレイフを有人化改修したものとなっており、1番機ではなく3番機として引き続き運用されている。レイフを原型として開発されたため、無人機なみの優れた機動性を発揮する。のちに心理分析用ソフト「MAc Pro II」をインストールされ、その言語エンジンを応用することで、ある程度の人語によるコミュニケーションが可能となり、人語の命令を理解することもある。OVA版後半では、機体表面にジャム機のような赤い紋様を発生させる視覚的な迷彩「ジャムセンスジャマー」を装備する。
原作版でジャムセンスジャマーの描写は無いが、OVA後に刊行された「アグレッサーズ」では、電子機器に複合的な妨害をかけ、センサーやカメラなどから姿を消すように欺瞞情報を送り込む「コムセンスジャマー」を使用している。
スペックについては、FRX-99 レイフ の項を参照。
フリップナイト・システム
システム軍団のカール・グノー大佐が提唱した無人戦闘機システム。母機の指令を受けてジャムを迎撃するが、完全な自動行動も可能。無人機特有の高機動と、カートリッジ式で連射可能な光学兵器「レーザー機関砲」を備えた最新兵器。
OVA版ではレイフの派生型として開発され、さらに機首部分に核弾頭を装備し、自爆兵器としての運用も視野に入れられている。その機首の形状から「ハンマーヘッド」とも呼ばれ、ジャムの総攻撃に際して3機のフリップナイトがFFR-41に随伴して出撃する。
スペックについては、FRX-99 レイフ の項を参照。
バンシー級原子力空中空母
フェアリィ星上空を航行し続ける空中航空母艦。2機が存在し、防空圏外環の要となっている。綴りは「BANSHEE」。FAFの航空宇宙防衛軍団所属。全長687m、全幅1,400m、自重は9,650t、搭載機40機に達する巨大航空機であり、16基の原子力推進ターボファンエンジンによって飛行する。実証試験機であるバンシーI、着艦訓練用の地上設置モデルバンシーIIを経て実用化されたバンシーIIIとバンシーIVの二隻が任務に就いており、絶対防空圏と呼ばれる防空網外環部の要として運用されていた。バンシーIIIは建造中に電子機器などの変更が行われたため、就役順はバンシーIVが先となっている。OVA版での形式番号はそれぞれ、バンシーIIIがAAC-03、バンシーIVがAAC-04。
原作とOVA版では扱いが異なり、原作でのバンシーIVはジャムとの交戦後、突如制御不能になり乗員が退艦。その後、調査中にアクシデントが発生し、制御系を破壊され墜落し、バンシーIIIはジャム大規模侵攻の際、自爆して空中で崩壊する。OVA版でのバンシーIVは原作同様のトラブルに見舞われたあと、絶対防空圏を突破してFAF基地への接近を図ったため、防衛ミサイル軍団が発射した短距離弾道ミサイルの直撃によって撃墜される。バンシーIIIはバンシーIV喪失の穴を埋めるため大規模な改修を受け、多数のFAF人員を搭載して惑星フェアリィからの脱出に用いられる。
海上航行する現実の航空母艦の様に、空中で艦載機の発着を行う。巨大なため、地上で建造したエンジンつきの外殻を気球で吊り上げたあとに滑空させ、空中で艤装を行うという特異な工法で完成されている。地表へのランディングは考慮されておらず、半永久にフェアリイ星防衛圏外縁を一定の軌道で飛び続けるという設定。原子力推進は、惑星フェアリイが人類にとって墜落した際のリスクがない環境なので採用された。
バンシー級空中空母の実戦配備数は4隻の予定だったが、建造予算がかかり過ぎることと、二隻でも空域を十分に防衛できることから、バンシーVとバンシーVIの建造は中止された。
船体（機体）は三層に分かれている。
- トップデッキ：管制区画・対空砲区画・居住区画。
- ミドルデッキ：離着艦区画・推進区画・格納庫区画。
- ロワデッキ：原子炉区画・対空防御区画・格納庫区画・発艦区画。

胴体中央の滑走路は水上空母と違い、飛行中の戦闘機や輸送機の前輪を拘束装置で捕まえて下ろす。着艦した大型機による重心移動を無くすため、バランスウェイトを移動させて姿勢を保ったり、方向転換に利用する。内部には各基地からのクルーが勤務するための居住区や医療施設や食堂などもあり、生活水準は比較的高い。
なお、OVA版でのバンシーは飛行軌道を大きく変更してFAFの絶対防空圏に突入したりフェアリィ星からの撤退に利用されたりするなど、巨体らしからぬ機動性を発揮しているが、原作では遠心力で飛んでいるため下手に動かすと落ちるとの理由から、変針角度や傾斜率には大きな制約がかかっている。
FEP-1AWACS
早期警戒管制機。バート・ルータンの設計した航空機のような特異な形状の三胴機で、機体下面に大型の回転式レーダードームを持つ。主翼は高アクペスト比のガル翼で、機首に下向きのカナードを有する。原作では同様の役割を持つ機体は登場しているが、具体的な名称などは設定されていない。OVA版では地球環境観測用の大型機を改造したものとなっており、長大な主翼と二重反転プロペラを持つ燃費の良いターボプロップエンジンで長時間の滞空が可能。
FEP-1ACC
空中指揮管制機。AWACSと同系統の機体で、レーダードームの代わりにセンサーポッドを装備しており、通信能力が強化されている。劇中では主にFRX-99の管制を行う。
C-31F
フェアリィ空軍で使用される大型輸送機。原作では単なる無名の輸送機であり、OVA版で名称などの設定が付与された。胴体部と主翼部分は別々にブロック化されており、仕様変更が容易な設計となっている。輸送機タイプのC-31Fのほか、胴体と主翼部に銃座を追加した対地攻撃機AC-31、無人戦闘機フリップナイト・システムを輸送するC-31M、人員輸送を目的とした旅客機型のC-31Pなどのバリエーションが存在する。派生型の種類と運用する部隊によって「フィンバック」、「ゴーレム」、「トロル」、「リングレイス」、「マルコチャン」など、さまざまな通称で呼ばれる。
無人空中給油機
『アンブロークン・アロー』に登場。給油を必要としている機の通信に応じて自動的に合流し、空中給油を行う。作中では「ミルキー」のコールサインで呼ばれ、「ミルキー3」が登場する。
訓練用標的機
原作にのみ登場。ターボプロップエンジン、可変ピッチプロペラ搭載のラジコン無人機である。劇中ではFAFを訪れた日本空軍の参謀司令に対してFFR-31と偽って紹介する。
巡航爆撃機
原作にのみ登場。記述のみで具体的な形状、性能は描写されていない。
BAX-4（バックス・フォー）
実験評価中の陸戦兵器。将来的にはこれを用いた陸戦部隊を創設し、海兵隊ならぬ空兵隊としてジャム基地へ侵攻することも視野に入れられていた。システム軍団で試験中の機体が再教育部隊の反乱の際に持ち出され、フェアリィ基地を混乱に陥れる。原作では人が乗って操縦する二足歩行人型兵器で「パワード・アーマー」と表現されているが、ほかのコンピューターが制御することにより無人戦闘も可能。武装としては腕部に対人機関砲を装備している。型番は制式化された暁には「BAR-1」といったものになるらしい。
OVA版では空挺戦車として登場する。8輪の装輪戦車であり、前部と後部を連結した連接車となっている。車体下部のスラスターと前部と後部にひと組ずつ配置された折り畳み式補助翼を用いて、ある程度の滑空を行うことが可能となっている。武装として前後部にファランクス状のガトリング砲塔を1基ずつ計2基を装備している他、車体前部には兵員乗降用のハッチを2基有しており、人員輸送能力も有している。劇中では原作同様に再教育部隊の反乱の際に持ち出されており、フェアリイ基地の地下都市上部にあるモノレール路線に配備された専用車両に搭載された状態から空挺降下を行うなど、数十両が同部隊によって投入された。
モーターグレーダー
原作に登場。基地整備軍団の機械除雪隊が保有する大型除雪車両。重量は16トン、エンジン出力は約300馬力で、燃料は戦闘機と同じジェットフュエルを用いている。有人車両だがビーコン波によって進路を管制されており、乗組員が操縦する必要はない。
戦闘機械知性体
戦闘機搭載のセントラルコンピュータ、特殊戦の戦術コンピュータ、FAFの中枢コンピュータなど、軍事支援用のコンピュータシステムをブッカーなどがこう表現している。「ジャムに勝て」という根本的な命令や、そのための自己保存に必要ならば、人間の排除すら選択することもある。
機械知性体内でも考え方には差があり、一部の人間の有用性を理解している特殊戦の戦闘知性体たちは、最終的に、ジャムに対する特殊戦との共闘体制が必要と選択する。この状態をエディスは「新種の複合生命体」という造語で説明する。
人間とは異なる認識手段や思考によって、機械知性体は「ジャムがどのような存在なのか」を個体差こそあれ大まかに理解しているとされ、ブッカー達から問いただされた際には、ジャムから非戦協定を提案されたことを明かす。また、人間側が感知していない、ジャムからの宣戦布告のようなものもすでに受けていたと考えられている。OVA版には登場しない。

### 日本海軍
アドミラル56
日本海軍が有する原子力空母。艦長は南雲中将。原作では詳細な設定は存在しなかったが、OVA化されるにあたって新たに設定が付与された。
各国軍の戦力を統合的に運用する「地球軍構想」の一環として建造された空母群の1隻で、他の同級艦としては、アメリカ海軍の「ヒラリー・クリントン」級やイギリス海軍・オーストラリア海軍共用の「イーグル」、ヨーロッパ各国が共同開発した「グラーフ・ツェッペリン」などが存在する。これらの艦は本来ならば完全な同型艦となる予定だったが、各国の要求性能や建造時期の違いから、それぞれ大きな差を持つ艦として就役した。なお、アドミラル56はこれらの艦のなかでも後期に就役した艦であるため、他艦と比べるとさまざまな改良が施されている。
艦自体はカタパルト4基とアングルド・デッキを持つ一般的なCATOBAR式空母であるが、基本設計完成後に電波妨害等によるアクティブステルス機能が導入されることが決定し、それを実現するために飛行甲板脇を始めとする艦のあちこちにアレイ構造物が設置され、飛行甲板そのものも拡幅されているため、外見の印象は通常の空母とは大きく異なる。その影響で艦載機の搭載スペースが縮小されたが、艦載機のF/A-27Cが他国の同級機と比べると比較的小型であることと、艦のECM能力の向上によって電子戦機の搭載数を減らすことができたため、ある程度の水準は保たれている。また、アイランド（島型艦橋）もステルス性を意識した形状になっている。本来ならば各種アンテナもステルス性を重視して統合・コンフォーマル化される予定だったが、アクティブステルスの投入により見送られた。エレベーターは4基設けられているが、アレイ構造物のために2基はインボード式となっている。
機関は米国が原子力空母用の大出力原子炉の技術移転を渋ったため、原潜用の低出力原子炉8基を搭載することによって代用している。推進システムには電気式を採用。カタパルトは新型センサーの電力消費量の大きさから電磁式の導入を断念し、蒸気式を搭載している。
原作では読み方は示されていない。OVA版劇中の台詞では「アドミラルゴジュウロク」と表音され、OVA版公式サイトではアドミラル56（イソロク）と表記されている。なお、艦名の由来は太平洋戦争開戦時の連合艦隊司令長官山本五十六から取ったという説、建造が承認された皇紀2656年（西暦1996年）の末尾2桁から取ったという説などがあるが、日本海軍は近隣諸国への配慮から公式見解を出していないという。
スペック
- 基準排水量：89,000t
- 満載排水量：123,000t
- 全長：390m
- 最大幅：110m（飛行甲板部分最大幅85m）
- 高さ：80m
- 喫水：12m
- 機関：加圧水型原子炉×8、蒸気タービン発電機×4、モーター8基4軸、計298,000馬力
- 速力：30ノット+
- 航空機：約80機
- 兵装：局点防御用対空ミサイル発射機4基、近接防御システム4基
- 乗員：3,200名

F/A-27C
日本海軍の空母に搭載される、双発単座の多用途戦闘機。原作には機体名称や各種設定などは登場せず、OVA版で初めて設定された。本機自体は艦載機型であり、ほかに空軍の支援戦闘機型であるA型と、計画中止となった陸軍用STOVL近接支援攻撃機であるB型が存在する。
高機動性とステルス性を重視した設計を持ち、艦隊防空や対地 / 対艦攻撃、SEAD（敵対空火器制圧）、偵察など多様な任務に対応可能なマルチロール機であり、大きな兵装搭載能力と航続力を有している。主翼の翼型は変形後退翼で、外半角のついた垂直尾翼とカナードを持った3サーフィス機である。エンジンノズルは可動ベーンが3枚ずつ装備されたスラスト・ベクタリングノズルで、機首をぐるりと囲む形で大型エアインテークが配されている（現実におけるX-32が近い）。ステルス性確保のため兵装や増加燃料タンクはすべて機内装備となっており、胴体内のエンジンと空気取り入れダクトの下に大型のウェポンベイを装備している。
アドミラル56の艦載機として開発された機体だが、地球軍構想による空母計画は主要国による共同計画であり、ヨーロッパ各国とアメリカが艦載機を共通化するなか、国内の技術保持等の名目で100%日本国内で設計・開発された。その代償として開発費と開発期間（特にソフトウェア関連）が大幅に伸びたうえ、生産数はA型で98機・C型で55機と少なかったことから一機あたりの単価が著しく高騰した。しかし、その性能は他国の同級機と比較しても劣るものではない。
OVA版に登場する部隊は「ドラゴン」と「イーグル」のコールサインを使用している。
スペック
- 全長：16.04m
- 全幅：11.76m
- 全高：2.80m
- 自重：12,040kg
- 基準離陸重量：18,998kg
- 最大離陸重量：不明
- エンジン：MHF-1180-JFターボファン（推力9,778kg（ミリタリーパワー）、11,030kg（アフターバーナ使用時））×2
- 最大速度：マッハ1.8
- 巡航速度：マッハ0.88
- 限界高度：21,200m
- 武装：20mmガトリング砲×1
  - 胴体内ウェポン・ベイ
    - ミサイル、誘導爆弾など最大6発。または偵察ポッド、ドロップタンクなどを搭載可能

E-2 ホークアイ
アニメ版にのみ登場。現実にも存在し、航空自衛隊やアメリカ海軍などでも運用されているターボプロップ双発の早期警戒機。実物は直線翼だが、OVA版に登場した機体には、エンジンからの外翼に後退角がついている。
CH-53E スーパースタリオン
OVA版にのみ登場。アドミラル56の艦載機として登場するヘリコプター。実在する機体。実機と異なり、機体両脇にUH-60Jの物の様なドロップタンクを装備している。
V-22 オスプレイ
OVA版にのみ登場。実在する機体。アドミラル56艦長の記者会見のあと、プレス関係者を乗せて同艦より発艦する。
こんごう型護衛艦、タイコンデロガ級ミサイル巡洋艦
OVA版にのみ登場。いずれも南極に展開していた国連軍艦隊の所属艦。劇中ではDD-1025、DDG-1114、CG-1020などの艦番号が描かれている。タイコンデロガ級は日本海軍所属でない可能性があるが、ここに記載する。
タイコンデロガ級はMk 26 GMLS搭載艦とMk 41 VLS搭載艦が混在している。

### 日本空軍
F-4「飛燕」
日本空軍の最新鋭双発戦闘機。名前は第二次世界大戦で旧日本軍が開発した三式戦闘機「飛燕」に由来する。
日本空軍における最後の有人戦闘機と銘打って開発されており、それに違わぬ優れた機動性を有する。「アグレッサーズ」表紙のイラストでは、菱形に近い大型の主翼と傾いた双垂直尾翼を持ち、水平尾翼は存在しないイメージで描かれ、識別塗装として白地に青のストライプが描かれている。

### ジャム（兵器）
ジャムが使う無人の航空兵器。作中では、撃墜しても残骸が短時間で消滅すると設定されており、飛行原理などさまざまな面で解明が進んでいない。戦闘機型のジャムは、つねにFAF側の航空機の性能とほぼ同程度の性能を持つよう異様な迅速さで性能が向上することから、零は状況に対応して進化する飛行機のような形態の生物である可能性に言及する。
いくつかの形態が確認されており、原作では真っ黒で全体像が捕らえづらい平面的で影のような機体と表現されるが、これは何らかの偽装機能によるもので、攻撃などで銀色の機体の様子が暴かれる描写もある。OVA版では機体全体に流れるように変化する縞模様があり、ときおり赤い模様が現れるといった変化がある。機首部などに高速回転するコアのようなものが見受けられ、機体全体がつねに振動しているようにぶれて見える。『敵は海賊』シリーズとのクロスオーバー作品『被書空間』では一基のミサイルが解析されており、人間の脳に似せたとおぼしき「有機生命体に似た組織」が構成部品として搭載されている。
OVA版ではタイプ1・2・電子戦タイプおよび高速ミサイルがあり、原作ではTYPE-7までが描かれている。
ジャム タイプ1
三角形を幾つか組み合わせたような形状の主翼、鋭い尾のようなパーツ、胴体下面に吊り下げられた垂直翼から成る。急減速等を行う際は翼面が変形する。
地表に設けられた基地のような構造物から巨大なブースターを装着した状態で発進する場合があり、このブースターは一定高度に達すると本体から分離される。この形態は「ジャム・ブースター」と呼ばれる。
スペック
数値はいずれも推定値
- 全長：14.5m
- 全幅：30m（最大時）、12m（最小時）
- 全高：6.5m
- 自重：不明
- 総重量：不明
- エンジン：不明
- 最大速度：マッハ2以上
- 限界高度：高度15,000m以上
- 武装：AAM数発

ジャム タイプ2
2枚のデルタ翼と、三角形の垂直翼2枚を胴体下面に持つ。高速飛行時には垂直翼が主翼の翼端に移動して無尾翼形態をとる。
タイプ1よりも機動性に優れ、タイプ2の出現がフェアリィ星での膠着状態をもたらしたと言われている。
電子戦タイプ
OVA版にのみ登場。機体上面にレーダードーム状の部分がある以外は上記のタイプ2と同じ形状で、無人機へのハッキング能力を持つ。ジャムの総攻撃の際に出現。フェアリィ空軍の無人機のシステムを乗っ取り、同士討ちを引き起こして多大な損害をもたらす。
極小タイプ（仮称）
原作にのみ登場。細かい金属片状のジャムが寄り集まり、ひとつの群れとして行動している。機械を外部から操って狂わせる機能を持ち、バンシーIVに寄生して暴走させたうえ、調査にやってきたトマホーク・ジョンの人工心臓を狂わせて行動不能にする。レーザー光線で直接攻撃する手段も持っており、トマホークは人工心臓を狙い撃たれて死亡する。
ジャム タイプ6
『グッドラック』に登場。一撃離脱戦術をメインにした大型の高速戦闘機で、クッキー基地に対する戦術偵察中の雪風が滑走路に接近したときに出現し、雪風を不可知戦域へと誘い込む。この機の離陸後、クッキー基地は自爆している。零にはジャムが雪風との対話のために不可知戦域へと誘導するための「案内役」と言われる。
ジャム タイプ7
『アンブロークン・アロー』および『アグレッサーズ』に登場。フェアリイ基地に対するジャムの総攻撃の際に出現した新種で、特殊戦はジャムの出方を図るためにこれを捕獲することを決定する。シルエットはメイヴに似ているが、濃淡のない影のような真っ黒い外見である。雪風の通信に応じて基地への着陸態勢をとったかに見えたが、同じく着陸態勢に入っていた雪風に突然体当たりするような行動を取る。
それ以降、零を始めとするフェアリイ基地の人間たちは、時系列や行動の記憶があやふやになるといった特異な現象を体験することになる。
グレイシルフ
FFR-31MRと全く同じ外見を持つジャム機。コクピット部分にはパイロットがおらず、OVA版では他のジャムに見られる回転体がある。色はグレーを基調とし、独特の幾何学模様が描かれている。原作では旧雪風そのままのカラーリングである。
ジャム高速ミサイル
数キロトン規模の核弾頭を搭載しており、その飛翔速度はマッハ5以上と推定される。42ndヴァラック隊を一瞬で壊滅させたあと、二発目が雪風にも襲いかかるが、雪風の自律機動により撃墜される。
ジャミーズ
ジャムが人間を感知すべく生み出した人間のコピーの通称。ジャム人間とも呼ばれる。壊滅した前線基地の人員や墜落機のパイロットなどに似せた外見で、FAF内に紛れ込んでいる。外見からは普通の人間と区別できず、元となった人間の記憶をそのまま引き継ぎ、コピーとしての自覚がないまま本人としてふるまっている者もいる。原則的にFAFに対する強烈な憎悪を何らかの形で刷り込まれている。OVA版では体液が黄色いという差異が描かれており、雪風など一部のコンピュータはその存在を感知する。
人間のように有機的な存在と自称しているが、身体を構成する物質は、地球の生物のようなタンパク質ではない。ジャミーズとの会話の内容から、零はタンパク質の光学異性体であるD型ポリペプチドでできた生物だと推測する。そのため、普通の人間が食べる物は消化できず、同じようにジャミーズの食べ物を人間が食べることもできない。人間と身体組成が違う理由について、コピー人間であるヤザワ自身は「手違い」「ばかばかしいミス」と述べるが、作中では、自由に食料調達ができないようにすることで行動をある程度制限する、ジャムが設定した一種のリミッターではないかとの推測もされる。なお食べ物のほかにOVA版では零ともみ合いになったヤザワの手首に零の親指がありえないほど深く、まるで骨や筋が存在しないかのように食い込むという描写がある。

### その他
OVA版での33年前のシーンにおいて、侵攻してきたジャム機の攻撃を受けて撃墜される輸送機としてC-141が、Blu-ray Disc BOXおよびDVD-BOXに付属する特典映像「YUKIKAZE EXPERIMENTAL MOVIE」には、地球軍の戦闘機としてF-22、Su-27、MiG-21、JAS39、F-15DJが登場する。

## 書誌情報
- 『戦闘妖精・雪風』早川書房〈ハヤカワ文庫JA〉、1984年。ISBN 978-4150301835
  - 『戦闘妖精・雪風〈改〉』早川書房〈ハヤカワ文庫JA〉、2002年。ISBN 978-4150306922
  - 『戦闘妖精・雪風〈改〉〔愛蔵版〕』早川書房、2022年。ISBN 978-4152101532　…同タイトル文庫版に、書き下ろし短篇「棘を抜く者」、インタビューなどを追補したハードカバー版。
- 『グッドラック　戦闘妖精・雪風』早川書房、1999年。ISBN 978-4152082237
  - 『グッドラック　戦闘妖精・雪風』早川書房〈ハヤカワ文庫JA〉、2001年。ISBN 978-4150306830
- 『アンブロークンアロー　戦闘妖精・雪風』早川書房、2009年。ISBN 978-4152090515
  - 『アンブロークンアロー　戦闘妖精・雪風』早川書房〈ハヤカワ文庫JA〉、2011年。ISBN 978-4150310240
- 『日本SF短編50Ⅱ』早川書房〈ハヤカワ文庫JA〉、2013年。ISBN978-4-15-031110-0　…アンソロジー短編集だが、SFマガジン1979年11月号に掲載された雪風のパイロット版的な短編『妖精が舞う』が初出当時のまま収録されている。
- 『アグレッサーズ　戦闘妖精・雪風』早川書房、2022年。ISBN 978-4-15-210128-0

## OVA版
『戦闘妖精雪風』（間の「・」〈中黒〉がない）のタイトルで、2002年から2005年にかけて全5巻が発売された。GONZO制作。ストーリーは原作の『グッドラック』編を中心に構成され、結末は独自のものになっている。
作画やコンピューターグラフィックによる空戦シーンが評価されており、東京アニメアワード2003でオリジナルビデオ部門最優秀作品賞、東京アニメアワード2006で同部門・優秀作品賞を、第8回アニメーション神戸ではパッケージ部門作品賞を受賞した。
スピンオフ作品として、劇中の航空機を擬人化した妖精が主人公の『戦闘妖精少女 たすけて! メイヴちゃん』も制作されている。

### キャスト
- 深井零 - 堺雅人
- ジェイムズ・ブッカー - 中田譲治
- リディア・クーリィ - 麻上洋子
- エディス・フォス - 山田美穂
- ヤザワ - 長克巳
- マーニィ - 田中敦子
- バーガディシュ - 桐本琢也
- イトー - 杉山紀彰
- リン・ジャクスン - 池田昌子
- トマホーク・ジョン - 矢尾一樹
- ロンバート - 土師孝也
- グノー - 大塚芳忠
- リンネベルグ - 小村哲生
- ライトゥーム - 菅生隆之

### スタッフ
- 原作 - 神林長平（早川書房刊『戦闘妖精・雪風<改>』/『グッドラック 戦闘妖精・雪風』）
- 企画・設定プロデューサー - 飯田馬之介
- 監督 - 大倉雅彦
- 構成 - 山口宏、十川誠志（2 - 5）
- キャラクターデザイン - 多田由美
- アニメーションキャラクターデザイン - 相澤昌弘、橋本浩一、大塚八愛（5）、関野昌弘（5）、加藤優（5）
- メカニカルデザイン - 山下いくと、きお誠児、竹内敦志、海老川兼武
- 美術監督 - 竹田悠介、加藤朋則（2 - 5）
- 色彩設計 - 村田恵理子
- 撮影監督 - 吉岡宏夫
- 3DCGIチーフディレクター - 白井宏旨
- 3D特技監督 - 竹内敦志
- 編集 - 重村建吾
- 音響監督 - 鶴岡陽太
- 音楽 - 三柴理、塩野道玄（ザ 蟹）（1 - 4）、Clara（THE金鶴）（5）
- 特別協力 - 航空自衛隊
- プロデューサー - 杉山潔、桜井裕子、石川学（2）、小島勉（3 - 5）
- アニメーション制作 - GONZO DIGIMATION
- 製作 - バンダイビジュアル、ビクターエンタテインメント、GONZO

### 主題歌
オープニングテーマ「Engage」
作曲 - Clara / 編曲 - ザ蟹 (三柴理/塩野道玄)
エンディングテーマ「RTB」
作詞 - 多田由美、横山武 / 作曲 - 三柴理、Clara / 編曲 - 高浪敬太郎 / 歌 - ムッシュかまやつ
第5話エンディングテーマ「RTB-AGL2」
作曲 - 三柴理、Clara / 編曲 - 高浪敬太郎

### 各話リスト
| 話数        | 脚本                                  | 絵コンテ | 演出     | 作画監督                                  | 発売日        |
| ----------- | ------------------------------------- | -------- | -------- | ----------------------------------------- | ------------- |
| OPERATION 1 | 山口宏 多田由美 大倉雅彦              | 大倉雅彦 | 大倉雅彦 | 橋本浩一                                  | 2002年8月25日 |
| OPERATION 2 | 十川誠志                              | 福田道生 | 高橋幸雄 | 関野昌弘                                  | 2003年2月25日 |
| OPERATION 3 | 十川誠志                              | 城正克   | 羽生尚靖 | 橋本浩一 大塚八愛                         | 2003年8月22日 |
| OPERATION 4 | 十川誠志                              | 山内重保 | 高橋幸雄 | 橋本浩一 大塚八愛 加藤優 阿蒜晃嗣（メカ） | 2004年4月23日 |
| OPERATION 5 | 十川誠志 山下いくと きお誠児 大倉雅彦 | 大倉雅彦 | 羽生尚靖 | 橋本浩一 大塚八愛 加藤優                  | 2005年8月26日 |

## 漫画版
『雪風 YUKIKAZE I 戦闘妖精』として早川書房から単行本が刊行されている。作者はキャラクター原案の多田由美。
原作、およびOVA版と違うストーリーラインや設定で描かれたエピソードも多い（零の強盗歴、トム・ジョンの足の機械化など）。
II巻以降の刊行予定についてはアナウンスされていない。

## 関連商品
DVD/VHS-Video『戦闘妖精雪風』
- OPERATION:1 2002年8月22日発売。
- OPERATION:2 2003年2月25日発売。
- OPERATION:3 2003年8月22日発売。
- OPERATION:4 2004年4月23日発売。
- OPERATION:5 2005年8月26日発売。

DVD/Blu-ray BOX『戦闘妖精雪風』（初回限定生産）
2008年1月25日発売。Blu-ray BOXには「1/200ダイキャストモデル『メイヴ最終出撃形態』」が付属。
DVD『戦闘妖精雪風 FAF航空戦史』
2005年11月25日発売。OVA版の内容を元に、軍事評論家の岡部いさくによる兵器解説、航空自衛隊のF-15パイロットとブッカー役の中田譲治による戦闘機発進シークエンスの英語通信音声などを収録、設定資料集を収めたブックレットが付録する。
ゲーム『戦闘妖精雪風〜妖精の舞う空』
- 株式会社アクアシステム Xbox用フライトシューティングゲーム 2003年08月07日発売
- システムソフト・アルファー Windows用コンバットフライトシミュレータ 2004年5月28日発売

模型
- バンダイ「EXモデル（1/100スケール）」シリーズプラモデル
  - スーパーシルフ雪風 2002年8月発売。
  - スーパーシルフ雪風 ver.1.5 2003年3月発売。
  - メイヴ雪風 2003年4月発売。
  - FRX-99 レイフ 2003年9月発売。
  - メイヴ雪風（ジャム・センスジャマー仕様） 2005年9月発売。
  - グレイシルフ 2005年9月発売。

- アルター「アルメカ」シリーズ（1/100スケール完成済ディスプレイモデル）
  - FFR-31MR-D スーパーシルフ"雪風" 2008年6月発売。
  - FFR-41MR メイヴ"雪風" 2013年2月発売。
  - FRX-99 レイフ"TYPE ハンマーヘッド" 2013年2月発売。

- プラッツ
  - 戦闘妖精雪風プラスチックモデルキットシリーズ（1/144スケールディスプレイモデル）
    - メイヴ雪風ノーマルジェットVer.  　　2010年10月発売
    - メイヴ雪風 ラムジェットVer.     　　2011年2月発売
    - FRX-99 レイフ　　　　　　　　　 　　2011年7月発売
    - FFR-31 MR/D スーパーシルフ雪風　　　2011年8月発売
    - FRX-99 レイフ “TYPEハンマーヘッド" 2013年3月発売予定

  - 戦闘妖精雪風マルチマテリアルキットシリーズ（1/72スケールディスプレイモデル）
    - スーパーシルフ
    - スーパーシルフwith AAM-3      2002年9月発売
    - メイヴ FRX-00
    - ファーンII
    - FAF FFR-31 シルフィード             2009年5月発売
    - 日本海軍 F/A-27C　　　　　　　　 2009年6月発売

  - 戦闘妖精雪風ダイキャストモデルシリーズ（1/200完成済スケールディスプレイモデル）
    - FFR-41MR　メイヴ雪風　ノーマルジェットVer. 2008年12月発売

- ホビーベース戦闘妖精雪風シリーズ（1/144塗装済み完成品）
  - MAVE FRX-00
    - メイヴランディングタイプ ノーマルジェット
    - メイヴフライングタイプ ノーマルジェット
    - メイヴフライングタイプ ダミーミサイル装備型

  - MAVE FRX-00 with FNX-5011-D(VC)
    - メイヴフライングタイプ ラムジェット
    - メイヴランディングタイプ ラムジェット

  - RAFE TS-X1
    - レイフフライングタイプ 配備型TS-X1
    - レイフランディングタイプ 配備型TS-X1

  - RAFE FRX-99
    - レイフフライングタイプ 試作型FRX-99
    - レイフランディングタイプ 試作型FRX-99

  - SUPER SYLPH FFR-31 MR/D
    - スーパーシルフ フライングタイプ
    - スーパーシルフ ランディングタイプ

  - FAND II FA-2
    - ファーン2 グリフォン隊 フライングタイプ
    - ファーン2 グリフォン隊 ランディングタイプ
    - ファーン2 シュリーカー隊 フライングタイプ
    - ファーン2 シュリーカー隊 ランディングタイプ

- Omo Ore Toys
  - バンシーIV 1/4000 レジンキャストキット 2005年11月発売。